# Loïc Badé
Loïc Badé (ur. 11 kwietnia 2000 w Sèvres) – francuski piłkarz iworyjskiego pochodzenia, grający na pozycji obrońcy w hiszpańskim klubie Sevilla. Były młodzieżowy reprezentant Francji. Srebrny medalista Igrzysk Olimpijskich 2024.

## Kariera klubowa
Piłkarz urodził się w Sèvres we Francji. Karierę juniorską zaczynał w małym klubie Antony Sports. Szkolił się także w Boulogne-Billancourt, Paris FC oraz Le Havre.

### Le Havre
Zadebiutował w profesjonalnej piłce 10 stycznia 2020 roku w wygranym 1-0 meczu przeciwko Niort. Pierwszy profesjonalny kontrakt podpisał 20 czerwca tego samego roku.

### Rennes
5 lipca 2021 roku Loïc podpisał 5-letni kontrakt ze Stade Rennais. Pierwszą bramkę strzelił 4 listopada przeciwko Mura w Lidze Konferencji Europy.

### Nottingham Forest
1 września 2022 roku Badé dołączył na wypożyczenie do Nottingham Forest na okres całego sezonu. Klub jednak postanowił zakończyć współpracę już po rundzie jesiennej.

### Sevilla FC
W styczniu 2023 roku dołączył do drużyny Sevilli na okres 6-miesięcznego wypożyczenia z opcją kupna. Rozegrał 26 meczów, strzelając 2 bramki. Przyczynił się znacznie do ostatecznego triumfu w Lidze Europy. Klub po sezonie postanowił wykupić go za 12 mln Euro i podpisać z nim kontrakt na 5 lat.

## Kariera reprezentacyjna
Loïc Badé zadebiutował w reprezentacji Francji U-21 w zremioswanym spotkaniu z Wyspami Owczymi 6 września 2021 roku.

## Statystyki kariery

### Klubowe
(aktualne na dzień 1 sierpnia 2023)
| Klub                     | Sezon              | Liga               | Liga  | Liga   | Puchar kraju | Puchar kraju | Europa | Europa | Suma  | Suma   |
| Klub                     | Sezon              | Liga               | Mecze | Bramki | Mecze        | Bramki       | Mecze  | Bramki | Mecze | Bramki |
| ------------------------ | ------------------ | ------------------ | ----- | ------ | ------------ | ------------ | ------ | ------ | ----- | ------ |
| Le Havre II              | 2017/18            | CFA 2              | 3     | 0      | –            | –            | –      | –      | 3     | 0      |
| Le Havre II              | 2018/19            | CFA 2              | 17    | 0      | –            | –            | –      | –      | 17    | 0      |
| Le Havre II              | Łącznie            | Łącznie            | 20    | 0      | –            | –            | –      | –      | 20    | 0      |
| Le Havre                 | 2019/20            | Ligue 2            | 7     | 0      | 0            | 0            | –      | –      | 7     | 0      |
| Lens                     | 2020/21            | Ligue 1            | 31    | 0      | 2            | 0            | –      | –      | 33    | 0      |
| Rennes                   | 2021/22            | Ligue 1            | 14    | 0      | 2            | 0            | 5      | 1      | 21    | 1      |
| Rennes                   | 2022/23            | Ligue 1            | 1     | 0      | 0            | 0            | 0      | 0      | 1     | 0      |
| Rennes                   | Łącznie            | Łącznie            | 15    | 0      | 2            | 0            | 5      | 1      | 22    | 1      |
| Nottingham Forest (wyp.) | 2022/23            | Premier League     | 0     | 0      | 0            | 0            | –      | –      | 0     | 0      |
| Sevilla (wyp.)           | 2022/23            | Primera Division   | 19    | 1      | 2            | 0            | 6      | 1      | 27    | 2      |
| Sevilla                  | 2023/24            | Primera Division   | 0     | 0      | –            | –            | –      | –      | 0     | 0      |
| Sevilla                  | Łącznie            | Łącznie            | 0     | 0      | 0            | 0            | 0      | 0      | 0     | 0      |
| Łącznie w karierze       | Łącznie w karierze | Łącznie w karierze | 92    | 1      | 6            | 0            | 11     | 2      | 109   | 3      |

## Sukcesy
- Liga Europy UEFA: 2022/23